# Episodi di Great News (seconda stagione)
La seconda ed ultima stagione della serie televisiva Great News è stata trasmessa in prima visione negli Stati Uniti sul canale NBC dal 28 settembre 2017 al 25 gennaio 2018.
In Italia la serie è andata in onda dal 6 aprile al 18 maggio 2018 sul canale Joi della piattaforma Mediaset Premium.
| n° | Titolo originale            | Titolo italiano             | Prima TV USA      | Prima TV Italia |
| -- | --------------------------- | --------------------------- | ----------------- | --------------- |
| 1  | Boardroom Bitch             | Aria di cambiamenti         | 28 settembre 2017 | 6 aprile 2018   |
| 2  | Squad Feu                   | Lotta tra fan               | 5 ottobre 2017    | 13 aprile 2018  |
| 3  | Honeypot!                   | Promozioni                  | 12 ottobre 2017   | 13 aprile 2018  |
| 4  | Award Show                  | Il premio                   | 19 ottobre 2017   | 20 aprile 2018  |
| 5  | Night of the Living Screen  | Halloween                   | 26 ottobre 2017   | 20 aprile 2018  |
| 6  | Pool Show                   | Spettacolo acquatico        | 2 novembre 2017   | 27 aprile 2018  |
| 7  | A Christmas Carol Wendelson | Un Natale perfetto          | 21 dicembre 2017  | 27 aprile 2018  |
| 8  | Sensitivity Training        | Seminario sulla sensibilità | 21 dicembre 2017  | 4 maggio 2018   |
| 9  | Love is Dead                | Una nuova vita              | 28 dicembre 2017  | 4 maggio 2018   |
| 10 | Catfight                    | Cat contro Katie            | 4 gennaio 2018    | 11 maggio 2018  |
| 11 | Competing Offer             | La causa                    | 11 gennaio 2018   | 11 maggio 2018  |
| 12 | The Fast Track              | Caccia al successo          | 18 gennaio 2018   | 18 maggio 2018  |
| 13 | Early Retirement            | Pensionamento anticipato    | 25 gennaio 2018   | 18 maggio 2018  |

## Aria di cambiamenti

### Trama
La prestigiosa produttrice esecutiva Diana St. Tropez diventa il nuovo capo del notiziario. Katie chiede a Diana di farle da guida; Diana rifiuta, ma consiglia a Katie solo di congelare i suoi ovuli per poter fare della propria carriera una priorità assoluta. Sentendosi minacciata dall’ammirazione di Katie per Diana, Carol attacca fisicamente Diana, ma arriva alla conclusione che alcune delle sue idee siano buone. Katie e Greg concordano di non iniziare una relazione. Greg dice a Katie che sarebbe un’ottima pupilla, spingendola in questo modo ad affrontare Diana, che decide di diventare sua mentore in quanto colpita dal fatto che Katie sia riuscita ad ottenere alcuni successi nonostante sia stata cresciuta da Carol. Diana introduce una rubrica che raggiunge degli ascolti record, ma Chuck non è in grado di prendere parte alla discussione tra gli opinionisti, che non fanno altro che gridare. Portia inizialmente vuole lasciar correre e far sì che Chuck fallisca, ma, successivamente, avendo pietà di lui, lancia una discussione adatta anche a Chuck: “perché il cambiamento è negativo”.

## Lotta tra fan

### Trama
Diana incoraggia Katie a lottare sempre per se stessa; quando Katie chiede di scegliere l’argomento per una sua nuova storia, Greg la sfida a sostituirla come produttore esecutivo per un intero episodio. Nonostante la sfida inaspettata, Katie ottiene buoni risultati; Diana allora promuove Katie affidandole il lavoro di Greg, ma Katie rifiuta, spiegando che il suo obiettivo non è quello di diventare produttore esecutivo; Katie vuole invece seguire le storie che davvero le interessano, quindi Greg accetta di lasciarle più libertà. Dopo che Katie racconta a Carol di aver quasi baciato Greg, Carol cerca ossessivamente di farli mettere insieme; incoraggiata dal consiglio di Diana, Katie fa ammettere a Carol di poter scegliere da sola ciò che è meglio per sé. Durante una conferenza a cui partecipano sia Diana che Portia, Diana insulta Portia, causando una faida tra le due. Portia riesce ad attirare a sé Gerald, il capo dello staff di Diana, e per ripicca, Diana utilizza le sue conoscenze per togliere tutti i follower dal profilo di Portia su un social network. Per assurdo, Portia escogita una soluzione: entrambe riusciranno a guadagnare denaro dalla loro lotta; Diana riconosce così le capacità di Portia.

## Promozioni

### Trama
Diana viene promossa a direttore generale della società madre di MMN, costringendola così a trasferirsi oltreoceano, e decide di promuovere Katie ad assistente produttore. Diana inizia improvvisamente a fare delle bizzarre molestie sessuali nei confronti dello staff. Katie non crede alle parole dei suoi colleghi maschi, finché Carol non rivela di esser stata nominata capo stagista solo dopo essersi sottomessa a un’umiliante richiesta di Diana. Quando tutto lo staff cerca di filmare le azioni di Diana come prova, lei ammette di averlo fatto semplicemente nel tentativo di porre fine alla sua carriera di successo e ricevere denaro dalla compagnia in cambio del suo licenziamento, come generalmente succede ai dirigenti maschi che si comportano in modo inappropriato. Alla fine, però, sceglie di andare avanti con il suo successo professionale. Carol ottiene il rispetto degli stagisti più giovani, avendo recuperato un palloncino dal soffitto dopo tantissimi tentativi di altre persone, risultati fallimentari.

## Il premio

### Trama
The Breakdown viene nominato per un premio giornalistico come miglior telegiornale, e così Katie per la sua indagine su Biscuit Blitz. Carol è molto felice, ma Katie crede che la madre possa arrivare ancora a fare una scenata durante la cerimonia; per evitare definitivamente che Carol vi partecipi (visto che già gli stagisti non erano invitati), Katie convince Greg a non permettere a nessuno di invitare una persona alla cerimonia. Tuttavia, Carol paga per partecipare come “riempiposto”. Alla cerimonia, l’attraente Jeremy, giornalista per il New York Times sminuisce i telegiornali mentre parla con Katie. Chuck scarica i suoi attuali colleghi per sedersi con i suoi ex-colleghi, che non hanno mai abbandonato la loro posizione da conduttori per le rispettive reti televisive. Allo staff del Breakdown viene assegnato un tavolo nella posizione peggiore di tutta la sala. Chuck scopre che l’inflessibilità dei suoi amici conduttori li ha portati a diventare irrilevanti, e che quindi le sue condizioni sono migliori. Katie non vince il premio e capisce che la gioia di Carol era invece per aver contribuito alla nomination del loro telegiornale. Quando scoprono che nemmeno il loro notiziario ha vinto il premio, sia Katie che Chuck irrompono sul palco per lodare il loro lavoro e i loro colleghi. Jeremy accetta Katie come membro del gruppo di giornalisti e si scambiano i biglietti da visita.

## Halloween

### Trama
Katie si sente inferiore rispetto a Jessica, una sua amica ai tempi del liceo, la quale, da quando si è trasferita fuori città ed è diventata madre, continua a vantarsi della sua nuova vita sui social network. Katie quindi spende tutti i suoi soldi per partecipare a delle feste esclusive con Portia, così da poter pubblicare delle foto scattate durante le serate; il suo nuovo stile di vita arriva al culmine nel momento in cui fallisce completamente nel tentativo di dimostrare d’aver partecipato a una festa di Halloween esclusiva, venendo cacciata e distruggendo un costume comprato dopo aver venduto un importante cimelio di famiglia. Quando Jessica si presenta nell’ufficio di Katie con aria altezzosa, Portia esamina il profilo Instagram di Jessica dimostrando che le sue foto sono in realtà pesantemente ritoccate; Jessica ammette allora che il suo stile di vita è avvilente. Nel frattempo, Carol è terrorizzata da Halloween, essendo una fervente cattolica. Quando le viene richiesto di insegnare a Chuck a usare un nuovo schermo touch-screen interattivo, che lui odia, Chuck ingaggia Justin per sabotare il dispositivo così da far credere a Carol che sia posseduto dal demonio. Chuck viene però assalito dai sensi di colpa e impara a utilizzare lo schermo in modo da porgere le sue scuse a Carol.

## Spettacolo acquatico

### Trama
Chuck diventa amico di Carvell, un giocatore di football sospeso dal campionato per aver riempito i palloni con l’elio, e fidanzato di Portia, ma la loro nuova amicizia porta a dissapori tra Portia e Chuck e tra Portia e Carvell. Nel tentativo di aiutare Portia a ritrovare il sentimento per Carvell, Chuck le mostra dei video girati da lui in cui dà alcuni consigli sulle relazioni sentimentali. Questo, però, spinge Portia a decidere di rompere con Carvell, ma quando Carvell scopre dell’esistenza di quei video e che Chuck li aveva fatti vedere a Portia, la coppia si riappacifica. Nel frattempo, Carol spinge Greg ad aiutarla a spiare Katie e Jeremy durante la notte, i quali si sono appostati in una zona industriale per una notizia che Jeremy sta seguendo. Carol è felice di vedere Greg infastidito dal fatto che Katie e Jeremy passino del tempo insieme. A loro insaputa, Katie e Jeremy vengono aiutati da Greg a non essere scoperti e quando i due si baciano per festeggiare il loro successo, Greg viene confortato da Carol.

## Un Natale perfetto

### Trama
Quando l’eccessivo spirito natalizio di Carol e la sua ostinazione nel chiedere ai colleghi di aiutarla a decorare l’ufficio per il Natale causano frustrazione in tutto lo staff, e soprattutto in Katie, Carol cade sbattendo la testa e si risveglia in un sogno simile al racconto Il Canto di Natale, in cui riceve la visita da parte di tre spiriti natalizi (il Natale del passato, del presente e del futuro). Impara così ad attenuare il suo entusiasmo per il Natale, ma ormai i suoi colleghi si sono adoperati per decorare l’ufficio nel modo in cui lei desiderava, risentiti di come inizialmente avevano risposto alle sue richieste. Nel frattempo, Petey, il figlio che Chuck ha avuto prima del divorzio, visita il padre, ma i due non hanno un buon rapporto; Katie riceve allora il compito di fargli da baby-sitter. I suoi tentativi di farli riconciliare portano Chuck a pubblicizzare in diretta un prodotto venduto da Petey, il quale però si lamenta sostenendo che il padre non avesse fatto una buona pubblicità. Petey provoca Chuck con violenza fisica, ma alla fine i due si abbracciano e fanno finalmente pace.

## Seminario sulla sensibilità

### Trama
Chuck e Carol, obbligati a frequentare un seminario sulla sensibilità (a cui Chuck aveva già dovuto partecipare diverse volte in precedenza), decidono di affrontare quei colleghi da loro ritenuti eccessivamente sensibili, facendo così frequentare a tutti il seminario; ciò, però, fa capire loro di aver sempre agito in maniera poco corretta. Nel frattempo, l’attrazione tra Katie e Greg cresce, ma non decolla a causa della relazione di Katie con Jeremy. Quando Portia sospetta che Katie sia solo l’amante di Jeremy, Katie tenta di dimostrare a Portia che si sbaglia. Scopre così che Jeremy è semplicemente troppo preso dal lavoro, e quando lui vede le stesse sue tendenze in Katie, i due si lasciano.

## Una nuova vita

### Trama
I Wendelson devono affrontare un doppio problema di cuore: Katie ha appena lasciato Jeremy ed è convinta che il vero amore non esista, mentre Carol scopre che i suoi genitori, nonostante un matrimonio di 70 anni, hanno deciso di lasciarsi. Ostinata nel convincere Katie che l’amore esista e che non basti avere delle storielle occasionali, Carol fa tutto il possibile per riunire i genitori. Nonostante il fallimento del piano di Carol, sua madre alla fine si avvicina a un compagno del liceo, di cui aveva perso le tracce. Ciò è sufficiente per convincere sia Katie che Carol che l’amore non muore mai. Nel frattempo, Chuck scopre che il motivo della prorompente e inaspettata felicità di Justin è dovuta a una barista di un bar che frequenta. Con il rischio di rovinare la sua amicizia con Justin, Chuck entra in competizione con lui nella conquista della ragazza. Questo causa una lite tra i due, ma alla fine si riconciliano riconoscendo che la ragazza non è quella giusta per loro, e che la loro amicizia è più importante.

## Cat contro Katie

### Trama
Frustrata dal vedere che, nonostante l’affinità, la relazione tra Katie e Greg non decolli, Carol prende in mano la situazione invitando la fidanzata di Greg in ufficio per organizzargli una sorpresa di compleanno, nonostante le sue richieste di non preparargli nulla. Il piano di Carol si incrina nel momento in cui Cat le dimostra come lei e Greg siano davvero fatti l’uno per l’altra, tanto che Carol, benché tifi sempre per Katie, arriva a preferire la coppia formata da Cat e Greg. Ciò fa crescere la gelosia in Katie, portandola ad ammettere di essere attratta da Greg. Si staglia allora un raggio di speranza quando Katie regala a Greg ciò che lui davvero desiderava, rendendolo felice del fatto che tra di loro ci sia affinità.

## La causa

### Trama
Carol, dopo aver capito che la sua carriera non sta davvero decollando (dal momento in cui è stagista per MMN da oltre un anno, il che non è un buon presagio per il suo desiderio di fare carriera), chiede a Greg di assumerla ufficialmente, ma Greg è costretto a rifiutare. Carol riesce allora a ottenere un’offerta di lavoro da un’altra trasmissione, Morning Wined Up, nella speranza di ricevere una controfferta da parte di Greg; i fondi a disposizione sono però limitati, da quando un milionario ha fatto causa a The Breakdown. Nel tentativo di risolvere la questione, Diana St. Tropez ordina a Katie e Greg di ricontrollare la loro storia sul milionario che ha avviato la causa contro il notiziario. Chuck scopre che la persona dietro quest’azione legale è il milionario Fenton Pelt, il quale ha una questione in sospeso con lui ed è in cerca di vendetta. Contro gli ordini di Diana, Chuck cerca di scendere a patti con Fenton, il quale prima impone a Chuck di porgere in diretta delle scuse umilianti e poi di dimettersi per sempre dal notiziario. Di fronte a quest’impasse, Diana sospende Chuck. Nel frattempo, Katie, preoccupata di dover passare del tempo da sola con Greg e determinata dal non fare alcuna mossa, chiede a Carol di fare in modo che non rimangano mai da soli. Quando però rimangono soli, l’attrazione cresce, e Katie beve apposta un bicchiere di latte, sapendo di essere intollerante al lattosio. Così, Katie si sente male, ma Greg le fa compagnia per aiutarla, il che li porta a baciarsi. Quando Carol dà a Greg un ultimatum, per cui deve decidersi tra Katie e Cat, Katie se la prende con Carol per essersi messa in mezzo. La loro lite porta Carol ad accettare l’offerta di Morning Wined Up.

## Caccia al successo

### Trama
Katie, arrabbiata dopo la lite con la madre e con Greg per la sua incapacità di prendere una decisione dopo l’ultimatum di Carol, cerca invano di convincere i suoi colleghi a combattere contro Fenton Pelt. Riesce a convincere solamente Chuck, il quale, rimanendo nascosto nell’ufficio di Katie, accetta di collaborare con lei nonostante il divieto di Greg di investigare su Fenton. Chuck scopre però che le sue doti investigative non sono buone come un tempo. Nel frattempo, Carol è delusa dopo aver scoperto che il suo nuovo impiego non comporta tante responsabilità quante invece avrebbe desiderato. Quando Katie scopre che le conduttrici del programma in realtà sfruttano Carol prendendola in giro per divertimento, riesce a far tornare la madre da MMN. Carol decide comunque di andarsene, credendo che ormai i suoi sogni e le sue ambizioni non verranno presi sul serio da nessuna parte.

## Pensionamento anticipato

### Trama
Diana St. Tropez rivela che Fenton Pelt ha accettato di annullare la causa a condizione che Chuck si scusi in diretta e abbandoni la vita pubblica per sempre. Chuck, sentendosi sconfitto, accetta, finché Portia non gli ricorda il motivo per cui era entrato nel mondo del giornalismo. Katie convince Carol a tornare per un ultimo incarico prima del suo pensionamento anticipato; grazie alla rete di conoscenze di Carol nel New Jersey, riescono a trovare Anthony Lion, ex-socio di Fenton Pelt, sopravvissuto dopo esser stato sparato da Fenton, che potrebbe confessare contro Pelt e salvare il notiziario. Avvalendosi di una clausola contrattuale, Chuck parla senza alcun limite di tutto ciò che vuole durante la sua ultima puntata; in questo modo, riesce a prender tempo, finché Carol, motivata da Katie a non mollare, convince Anthony a confessare in diretta. Con la confessione di Anthony, The Breakdown accusa Fenton con successo, costringendolo ad annullare la causa. Nel frattempo, Cat rompe con Greg, ma Katie non è contenta, dal momento in cui avrebbe preferito che fosse stato Greg a lasciare Cat per lei. Alla fine, Carol ottiene un impiego pagato presso il notiziario grazie alla sua rilevanza nel far annullare la causa e grazie all’insistenza segreta di Greg, e Greg e Katie si baciano.